# Cuore (araldica)
Il cuore rappresenta in araldica il centro dello scudo di uno stemma.
È detto anche abisso.

Bisante posto in cuore (Conte di Hardwicke)
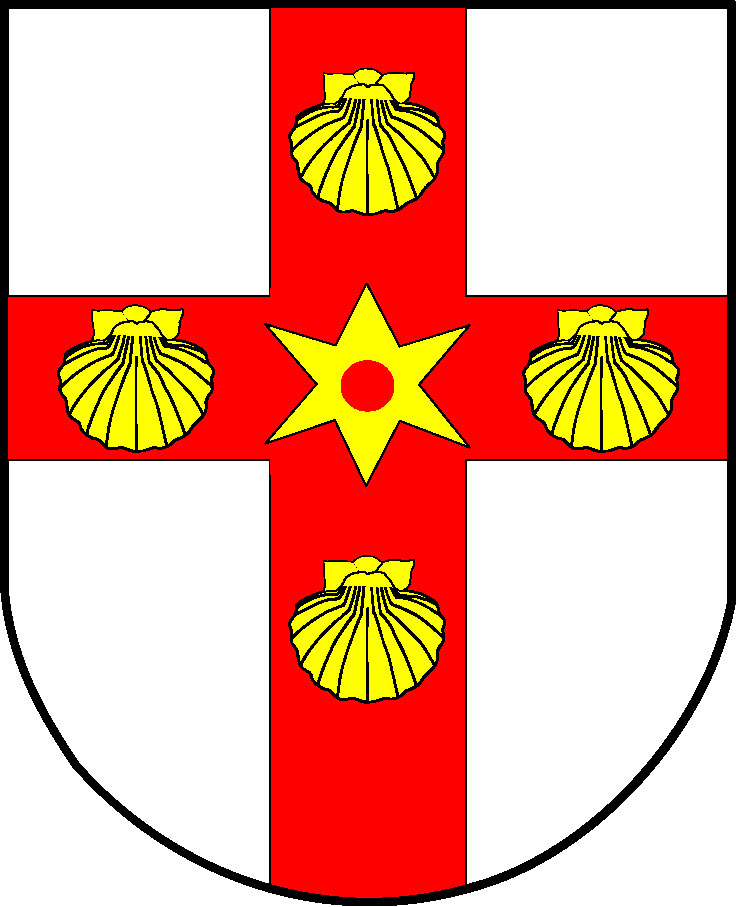
Spronella posta in cuore (Goumoens-le-Jux, Svizzera)

Può anche essere la raffigurazione del cuore stesso, a volte fiammeggiante. Una variante è rappresentata dal Cuore di Vandea, costituito da due cuori intrecciati e sormontati da una corona cimata da una croce. Talora il cuore compare rovesciato, ma in molti casi si tratta di una rappresentazione schematica degli attributi virili, come nel caso dello stemma della famiglia Colleoni, chiaramente un'arma parlante.
Esiste anche il seminato di cuori. Tre cuori possono essere appuntati nel centro.

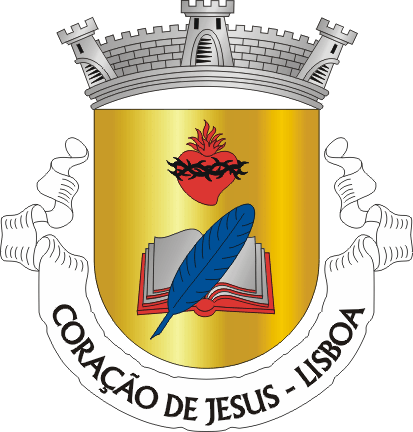
Cuore cinto di spine nello stemma di Coração de Jesus (Lisbona)
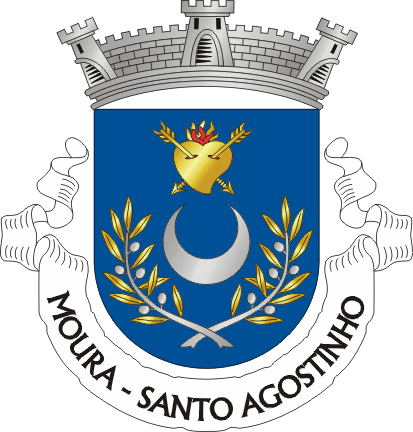
Cuore trafitto da due frecce in decusse (Santo Agostinho (Moura), Portogallo)
Cuore fiammato (stemma di Coazze)
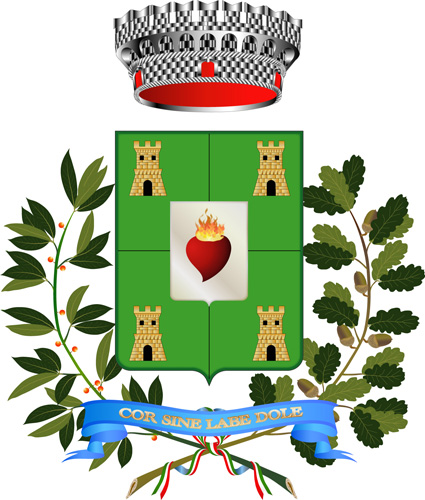
Cuore ardente (Corato)
Di verde, al cuore d'oro (Lebetain, Francia)
Cuore di rosso (Moiry, Svizzera)
D'azzurro, a tre cuori di rosso male ordinati (Godziszka, Polonia)
D'oro, al cuore di rosso sostenente un ventaglio di tre rose di rosse fustate e fogliate di verde (Miercurea Ciuc, Romania)
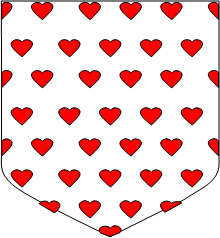
D'argento seminato di cuori di rosso
Seminato di cuori (Circondario di Uelzen, Germania)
Cuore di Vandea
Troncato di rosso e d'argento, a tre cuori rovesciati dell'uno nell'altro (famiglia Colleoni di Bergamo)
D'argento, a tre cuori rovesciati di rosso; al capo di Francia antica, col lambello di rosso (famiglia Colleoni)
D'oro, a quattro cuori di rosso appuntati in decusse (Peypin, Francia)